# Guillaume Krommenhoek
Guillaume Krommenhoek, né le 11 juillet 1992, est un rameur néerlandais. Après avoir mis fin à sa carrière de football américain, il a commencé à ramer en 2015 au sein de l'association d'aviron étudiante A.A.S.R. Skoll. Il a participé à l'épreuve du deux sans barreur masculin lors des Jeux olympiques de 2020. Actuellement, il est le barreur de la Holland Acht (nl)   qui a remporté une médaille d'argent aux Championnats du monde d'aviron 2022.

## Parcours
En 2015, Krommenhoek a commencé sa carrière d'aviron dans le huit de première année à A.A.S.R. Skøll. En 2017, il est passé au skiff et grâce à un championnat néerlandais réussi, il a eu l'opportunité de participer à la première coupe du monde en double quatre. Après plusieurs années en aviron scull, il a fait la transition vers l'aviron de pointe à la mi-2019. En 2019, il a remporté une victoire en double quatre à la régate royale de Henley. En janvier 2020, il est passé au deux sans barreur avec Niki van Sprang. Ensemble, ils se sont qualifiés pour les Jeux olympiques de 2020 à Tokyo. À Tokyo, ils ont terminé à la 7e place au classement général et ont remporté la finale B.
Ensuite, Krommenhoek est passé à la Holland Acht (le KNRB (en)). Aux Championnats du monde de 2022, il a remporté une médaille d'argent dans le Huit à Račice (district de Rakovník), suivie d'une deuxième médaille d'argent dans la même discipline à Belgrade en 2023. Aux Championnats d'Europe de 2022 à Munich, il a de nouveau remporté une médaille d'argent dans le Huit. Il se prépare pour ses deuxièmes Jeux olympiques consécutifs aux Jeux olympiques de Paris en 2024.

## Résultats

### Championnats du monde
| Année | Lieu     | Résultats |
| ----- | -------- | --------- |
| 2022  | Račice   | en huit   |
| 2023  | Belgrade | en huit   |

### Championnats d'Europe
| Année | Lieu    | Résultats |
| ----- | ------- | --------- |
| 2022  | Munich  | en huit   |
| 2025  | Plovdiv | en huit   |